# 김영무 (시인)
김영무(金榮茂, 1948년 8월 23일~2001년 11월 26일)는 대한민국의 시인자이자, 문학평론가, 번역가이다.

## 참고 자료
- 백석문학상 운영위원회 (2001년 10월 22일). “제3회 백석문학상 발표: 수상자 김영무”. 창비.